# Ponctuation coréenne
La ponctuation coréenne ou, de manière plus générale, l’usage de caractères typographiques coréens non alphabétiques, se fonde sur un ensemble de signes de ponctuation et de symboles en partie partagés avec les systèmes d'écriture européens (principalement en Corée du Sud) et avec les systèmes d'écriture est-asiatiques dont le chinois et le japonais (principalement en Corée du Nord). L’espace et les signes de ponctuation sont officiellement utilisés en coréen selon les règles initialement définies par la Société de la langue coréenne en 1933 dans la Proposition pour une orthographe coréenne unifiée (hangeul : 한글 맞춤법 통일안, romanisation révisée : Han-geul Matchumbeop Tong-iran). Depuis la création de la république populaire démocratique de Corée (Corée du Nord) et de la république de Corée (Corée du Sud) en 1948, certaines règles ont été révisées dans un sens différent entre les deux pays.

## Séparateur de mots
| nom    | traduction | caractère |
| ------ | ---------- | --------- |
| espace | 띄어쓰기   | ‹ ›       |

## Signes de ponctuation et symboles
| nom                   | traduction | signe ou symbole |
| --------------------- | ---------- | ---------------- |
| point                 | 온점       | ‹ . ›            |
| point idéographique   | 고리점     | ‹ 。 ›           |
| point d’interrogation | 물음표     | ‹ ? ›            |
| point d’exclamation   | 느낌표     | ‹ ! ›            |

| nom                   | traduction | signe ou symbole |
| --------------------- | ---------- | ---------------- |
| virgule               | 반점       | ‹ , ›            |
| virgule idéographique | 모점       | ‹ 、 ›           |
| point médian          | 가운뎃점   | ‹ · ›            |
| deux-points           | 쌍점       | ‹ : ›            |
| point-virgule         | 쌍점       | ‹ ; ›            |
| barre oblique         | 빗금       | ‹ / ›            |

| nom                             | traduction      | signe ou symbole |
| ------------------------------- | --------------- | ---------------- |
| guillemets doubles              | 큰따옴표        | ‹ “ ” ›          |
| guillemets simples              | 작은따옴표      | ‹ ‘ ’ ›          |
| anglets ajourés                 | 겹낫표          | ‹ 『 』 ›        |
| anglets                         | 낫표            | ‹ 「 」 ›        |
| chevrons doubles idéographiques | 두 겹 꺾은 괄호 | ‹ 《》 ›         |
| chevrons simples idéographiques | 꺾은 괄호       | ‹ 〈〉 ›         |

| nom         | traduction | signe ou symbole |
| ----------- | ---------- | ---------------- |
| parenthèses | 소괄호     | ‹ ( ) ›          |
| accolades   | 중괄호     | ‹ { } ›          |
| crochets    | 대괄호     | ‹ [ ] ›          |

| nom           | traduction | signe ou symbole |
| ------------- | ---------- | ---------------- |
| tiret         | 줄표       | ‹ ─ ›            |
| trait d'union | 붙임표     | ‹ - ›            |
| tilde         | 물결표     | ‹ ∼ ›            |

| nom                  | traduction | signe ou symbole |
| -------------------- | ---------- | ---------------- |
| points de suspension |            | ‹ ‥‥‥ › ou ‹ … › |
| astérisque           |            | ‹ * ›            |
| marque de référence  |            | ‹ ※ ›            |

## Modifications typographiques
| nom                 | traduction | signe ou symbole |
| ------------------- | ---------- | ---------------- |
| point d’emphase     |            | ‹ ˙ › ou ‹ ˚ ›   |
| soulignement        |            | ‹ ___ ›          |
| soulignement ondulé |            | ‹ ﹏﹏ ›         |

## Autres symboles
| nom        | traduction | signe ou symbole |
| ---------- | ---------- | ---------------- |
| croix      |            | ‹ × ›            |
| cercle     |            | ‹ ○ ›            |
| carré vide |            | ‹ □ ›            |